# Palacio Estrugamou
El palacio Estrugamou es un edificio de viviendas de la ciudad de Buenos Aires de 1924, un hito arquitectónico de la arquitectura señorial de la primera mitad del siglo XX ubicado en el barrio de Retiro.
Con el número 783 de la calle Juncal, se levanta en la intersección de esta última y Esmeralda en el "codo aristocrático" de la Calle Arroyo, como lo llamó el escritor Eduardo Mallea.

## Origen y descripción

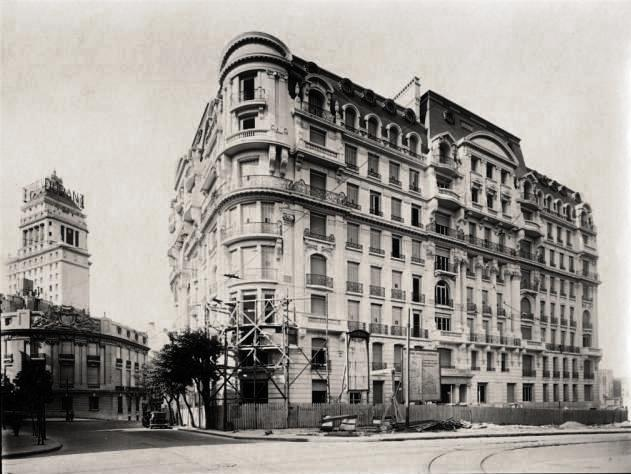
Construcción casi terminada, en 1929.

Fue encargado por Alejandro Fernando  Estrugamou Larrat ,hijo de vasco-franceses y terrateniente en Venado Tuerto y Junín, como un "edificio de renta", como se llamaba en esos tiempos a los edificios residenciales de alquiler, de estilo francés.
Diseñado por los arquitectos Eduardo Sauze y Auguste Huguier, el corresponde al academicismo francés o Beaux Arts, y dentro de este, más concretamente corresponde al estilo Segundo Imperio, que es en sí mismo ecléctico francés e incluye, principalmente, características del barroco francés. Los primeros arquitectos franceses arribaron a nuestro país aproximadamente en 1820, la fecha de construcción  ejemplifica la larga influencia de  Francia en nuestro país, en este caso, mediante la arquitectura. Consta de cuatro edificios alrededor de un patio donde se halla una copia de bronce de la Victoria de Samotracia. Los elementos de construcción fueron importados de Francia y los pisos de roble de Eslavonia.
El edificio se inauguró en 1929 y tiene ocho plantas cuyas fachadas se encuentran revestidas en símil piedra París, finalizando con una cubierta mansarda de pizarra negra en estilo academicista francés. El tratamiento formal fue pensado por los arquitectos dando al edificio el aspecto de una gran residencia privada unitaria, visto desde la calle, con sus chimeneas, mansarda, basamento de piedra, grandes molduras y pilastras de capitel clásico de tres pisos de altura. Los espacios compartidos, que ponían en evidencia la realidad del edificio como casa de departamentos, fueron pensados con cuidado, para salvaguardar la distinguida posición social de los habitantes. El patio de acceso es más asimilable visualmente a un patio palaciego que a la entrada de un edificio de viviendas. Tiene  una superficie de 2.200 m². Cada departamento cuenta con aproximadamente 400 m².  Sus inquilinos se mudaban alentados por el lujo, estilo y la reducción de costos de mantenimiento y de personal que los asistía en sus residencias privadas, ya difíciles de mantener.
El edificio Estrugamou contaba con cuatro departamentos equivalentes en cada una de sus plantas, compuestos de: una sala, un comedor, un living room, cinco dormitorios para la familia y tres para el servicio doméstico. Cada grupo de departamentos tenía su vestíbulo privado, su araña francesa colgando en la caja de escaleras, su ascensor principal y otro para el servicio. El jardín del frente fue donado por el señor Estrugamou para permitir el ensanche de la calle Juncal poco antes de su fallecimiento acaecido en 1937
En su patio central se encuentra una estatua: se trata de una réplica de la Victoria alada, la original se encuentra en el Museo del Louvre, París, y fue realizada en el año 190 a. C.

## Restauración (1940)
La arquitecta Patricia Vailati y Gastón Bacque estuvieron a cargo de este trabajo, teniendo como principal objetivo respetar la esencia preexistente del edificio. "Originalmente la cocina estaba en el sótano y todo se subía con montacargas. Hoy cambió nuestro estilo de vida: las cocinas son el corazón de la casa, la queremos confortable y luminosa", dice la arquitecta Patricia Vailati.
El arquitecto Justo Solsona se mudó al palacio Estrugamou buscando espacio tanto horizontal como vertical: la altura del cielorraso supera los 3 metros. La decoración de su departamento refleja su historia personal: regalos que recibió, barcos de colección, muebles en su mayoría firmados por grandes diseñadores del siglo XX, y para finalizar, sus propios cuadros, que se escabullen con otras obras en la pared, como las de Testa, Demirjian o Macció.
El departamento está dividido en un sector social, uno privado y por último un taller de pintura.

## Familia Estrugamou
El origen del apellido Estrugamou radica en Bearn, Francia. Jean Estrugamou nació el 20 de octubre de 1823 en la localidad vasca de Charritte- de-bas, emigró a Montevideo y luego a Buenos Aires buscando un negocio, encontró que la producción de leche era una oportunidad y entonces se convirtió en uno de los grandes abastecedores de leche. Se casó con Catalina Larralde y tuvo a sus hijos: María, casada con Michel Ibarnegaray; Alejandro, casado con Rosa Isabel Turner Casey; Fernand casado con Adela Birabent; Margarita casada con Luis Pedro de Souhy y Pedro casado con Carmen Guillon.
Fue Alejandro Estrugamou un gran benefactor: donó la escuela número 1 de Junín con el nombre de su madre Catalina Larrat de Estrugamou, donde estudió hasta sus quince años María Eva Duarte.
También, en Venado Tuerto donó la manzana ubicada entre las actuales calles Estrugamou, Moreno, Colón y López, donde mandó a construir en el año 1819 un imponente edificio de estilo neo renacentista e influencia alemana, que se destinó como establecimiento educativo  En reconocimiento a su esposa, el acaudalado filántropo lo denominó "Rosa Turner de Estrugamou". Cabe destacar que fue benefactor de la Congregación de las Hermanas de la Misericordia con la creación del Instituto "Santa Rosa", ubicado frente a la Plaza San Martín -en ese espacio funcionó el primer almacén de ramos generales de la ciudad.
Por la calle Basavilbaso al 1233, encontramos otro bello edificio: la mansión Estrugamou. En ese edificio se desarrolló en 2015 la Casa Foa. Varios decoradores hicieron gala de su arte en los ambientes de la mansión de 12 millones de dólares.

## Personalidades ligadas al edificio
- Alejandro Estrugamou (terrateniente que encargó la obra)
- Juan Llach (residente)
- Eduardo Sauze (arquitecto a cargo)
- August Huguier (arquitecto a cargo)
- Justo Solsona (residente)
- Domingo Cavallo (residente)
- Carlos Gardel (residente)
- Naela Chohan (residente)
- Jorge Lanata (residente)[11]

## Galería

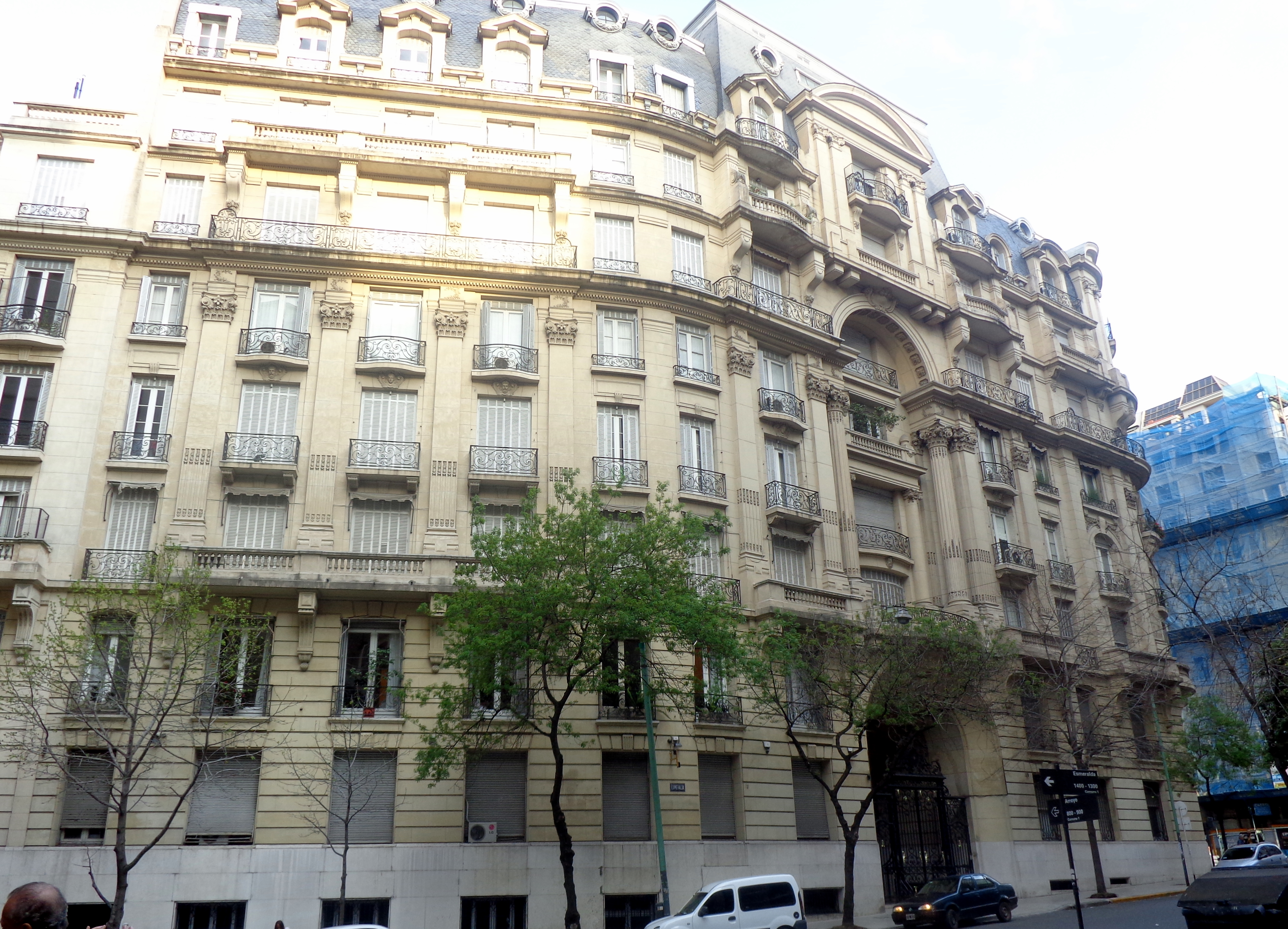
Fachada frontal del edificio Estrugamou en la intersección de la calle Arroyo y Juncal.
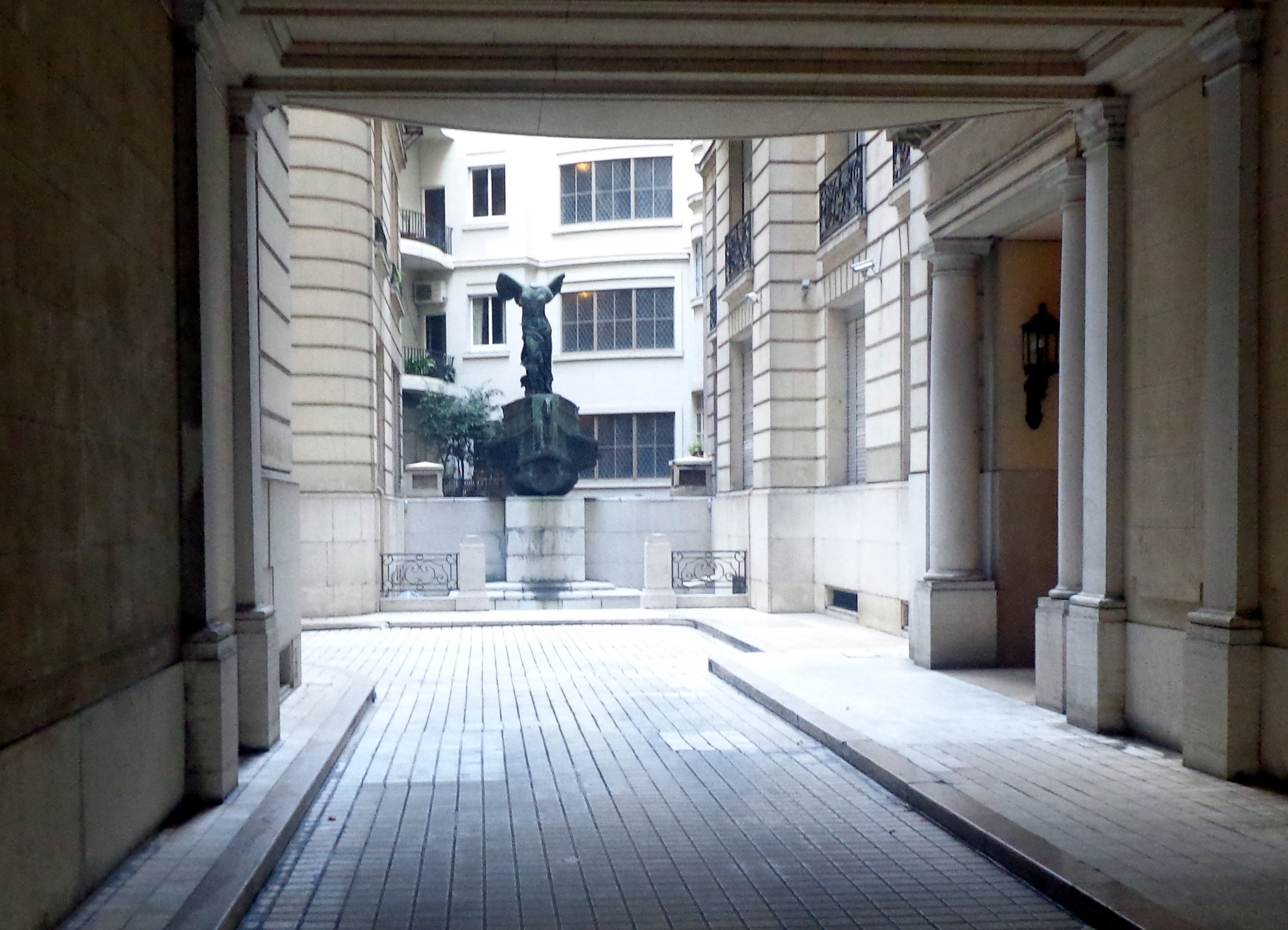
El Patio del Edificio Estrugamou con la réplica de la Victoria de Samotracia
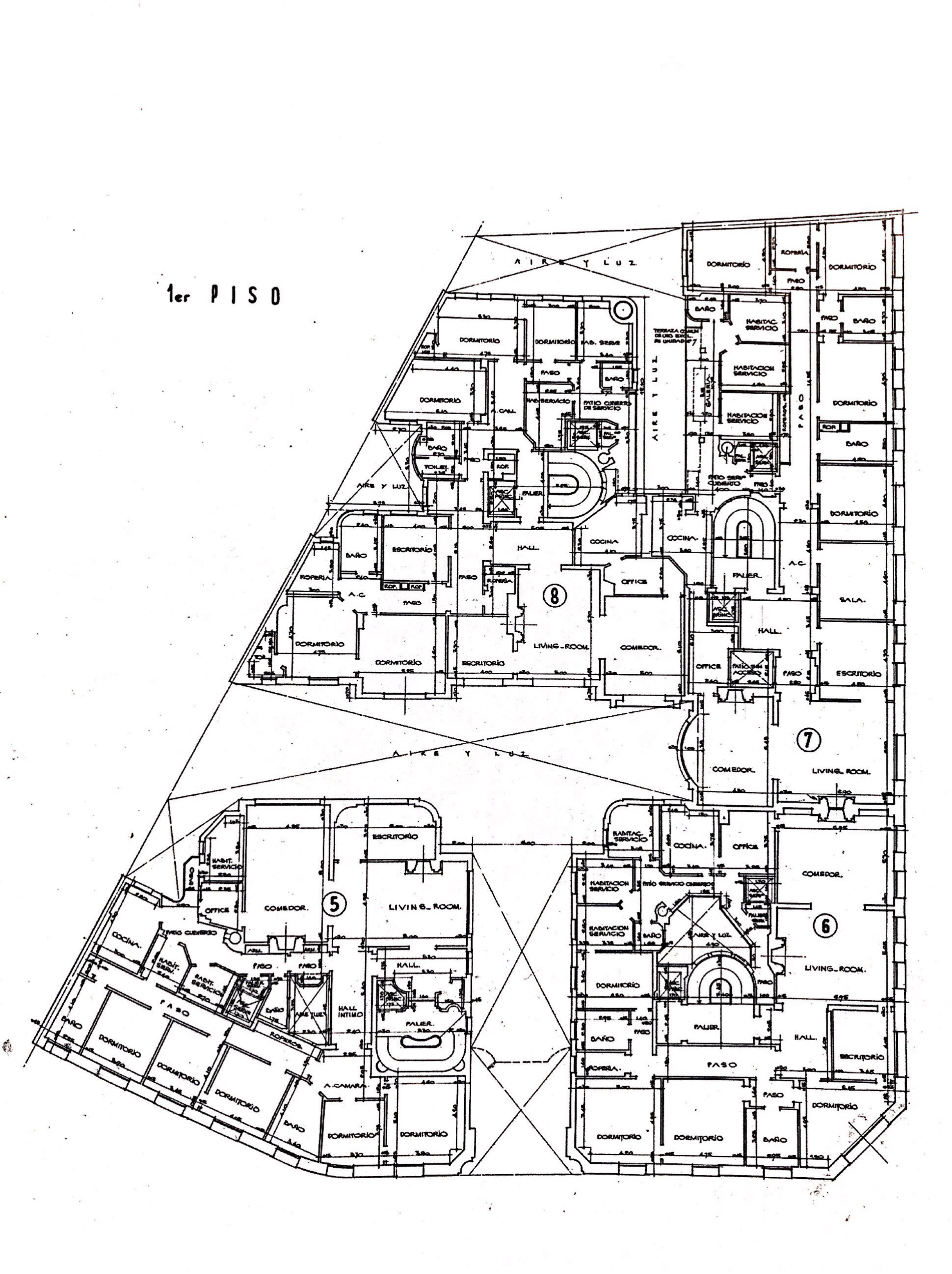
Planta primer piso edificio Estrugamou
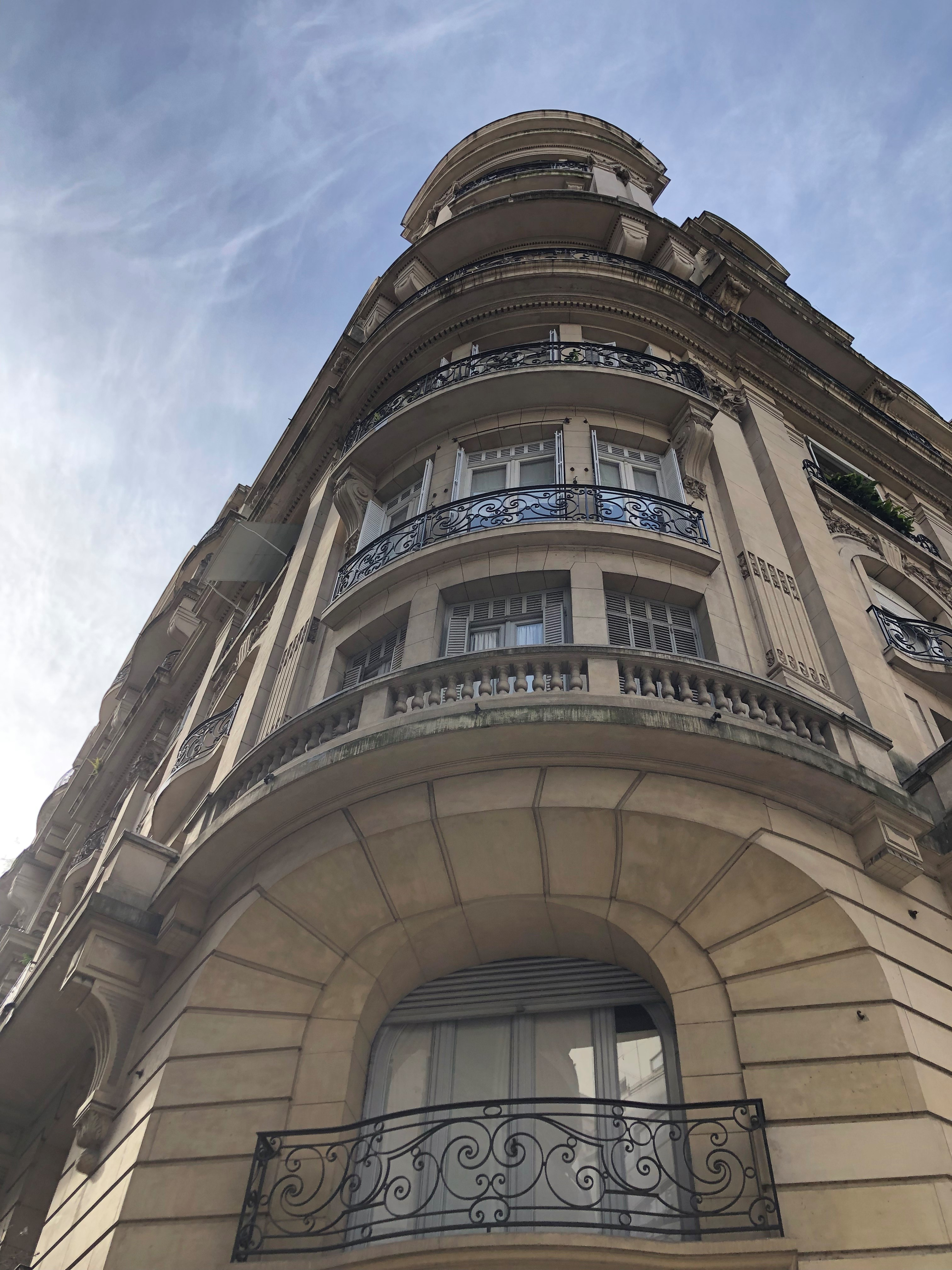
Edificio visto desde la esquina calles Juncal y Esmeralda
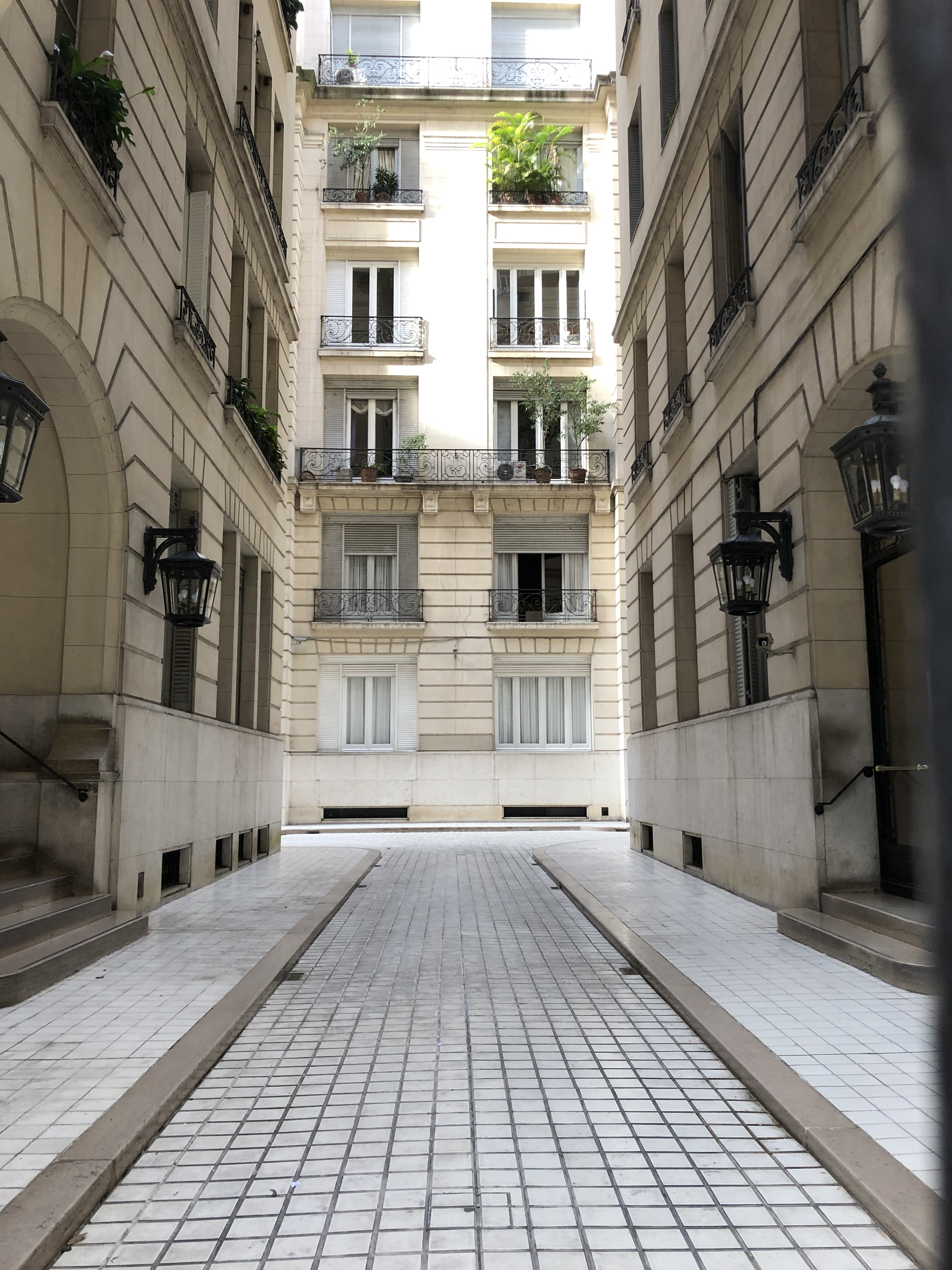
Interior del edificio
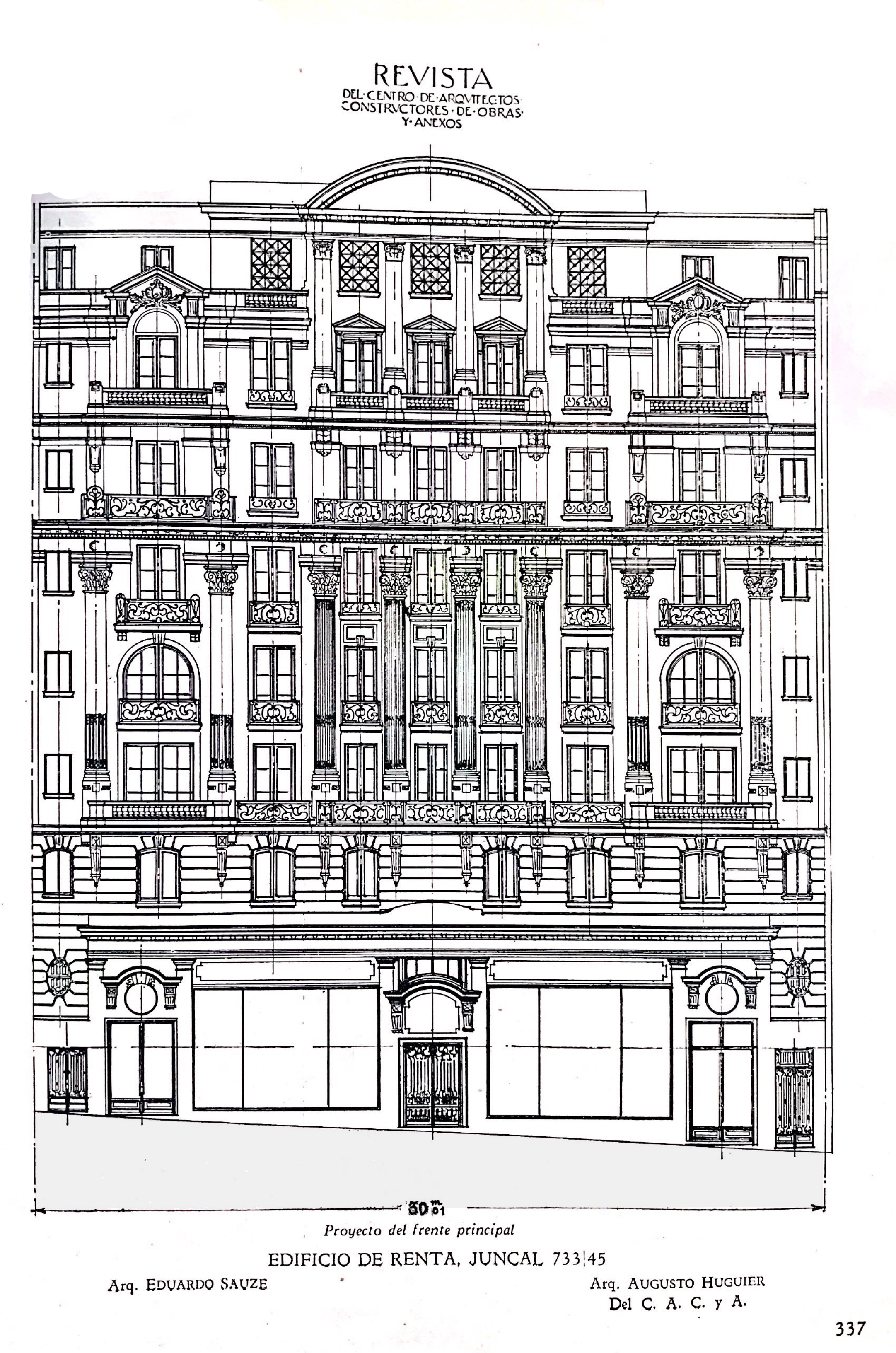
Plano de fachada palacio Estrugamou